# Rohatyniec herkules
Rohatyniec herkules (Dynastes hercules) – największy gatunek chrząszczy z  rodziny poświętnikowatych z podrodziny rohatyńcowatych. 

## Zasięg występowania
Występuje w lasach deszczowych Ameryki Południowej i Ameryki Środkowej oraz w Meksyku. 

## Budowa ciała

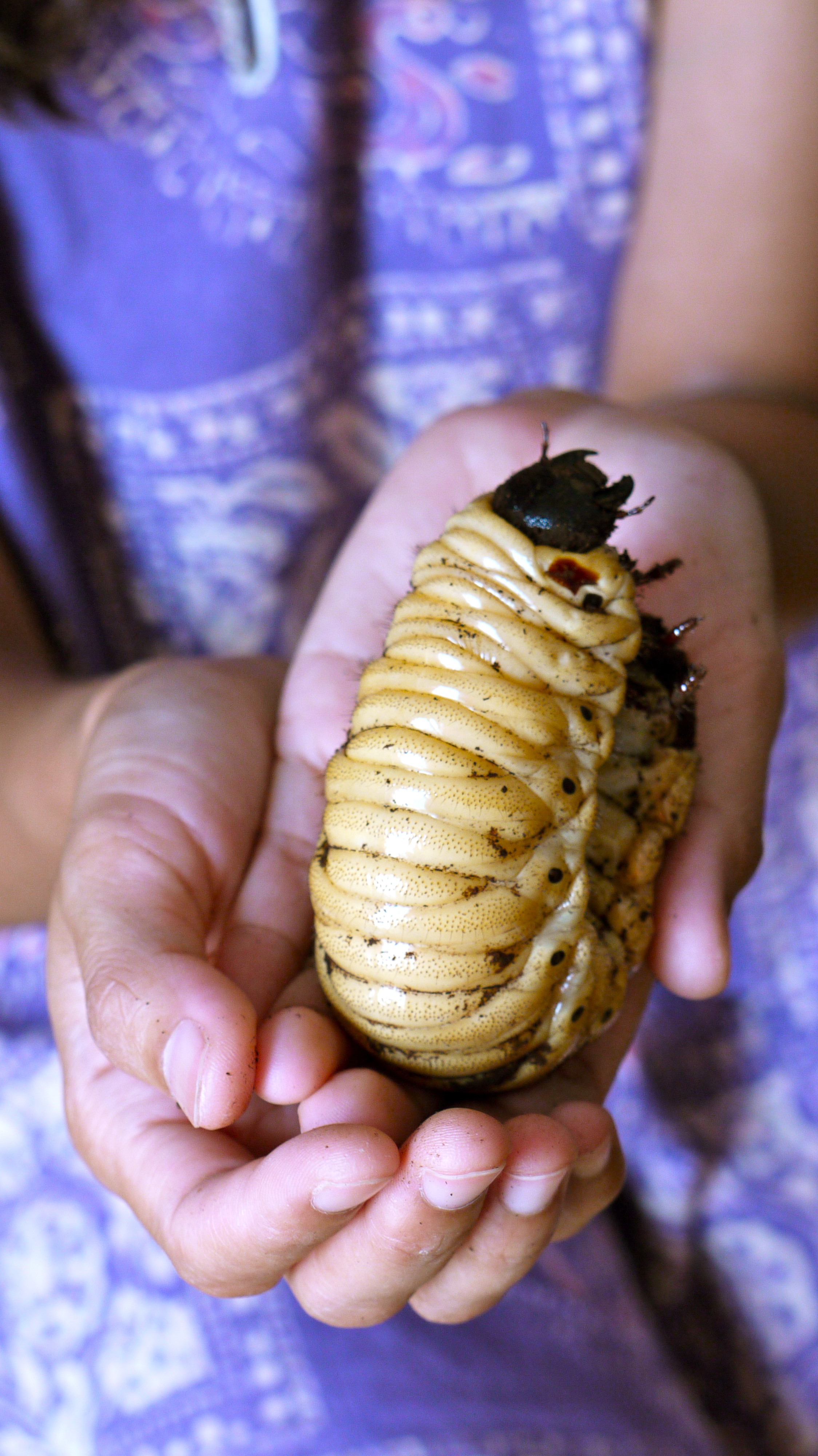
pędrak

Najczęściej dorasta do 10–13 cm, choć zdarzają się osobniki dorastające do 16 cm długości ciała.

### Dymorfizm płciowy
Samiec ma jeden duży wyrostek na przedpleczu oraz jeden krótszy na głowie. Samica jest mniejsza i bez wyrostków.

### Larwy (pędraki)
Larwy osiągają długość ok. 10 cm i masę 90–105 gramów.

## Hodowla
Owad ten jest łatwy w hodowli. Larwom trzeba dostarczać owoców, próchna z drzew liściastych; można też czasami dla urozmaicenia diety podać przekrojoną na pół larwę mącznika młynarka. Okres wzrostu do imago może trwać ponad rok.